# Automotive Electronics Council
Das Automotive Electronics Council (kurz AEC) ist eine US-amerikanische Organisation zur Standardisierung der  Qualifizierung von Elektronikkomponenten in der Automobilzulieferindustrie.

## Geschichte
Die Idee des AEC entstand im Sommer 1992 bei einer JEDEC-Sitzung. Gerald Servais' (Delco Electronics – General Motors) und Jerry Jennings (Chrysler) besprachen die Schwierigkeiten der Qualifizierung im relativ kleinen Geschäftsbereich der Automobilelektronik. Die Idee einer Standardisierung der Qualifizierung wurde als mögliche Weise diese Situation zu verbessern erwähnt. Bei einer folgenden JEDEC Sitzung besprach Herr Servais diese mögliche Zusammenarbeit mit Robert Knoell (damals Ford, heute NXP Semiconductors), der die Unterstützung seines Chefs Earl Fischer für diese Idee fand.
In einer Beratung im Januar 1993 wurden die verschiedenen Zuverlässigkeitstests, die von jeder Firma verwendet wurden, besprochen. Die Arbeit an den Zuverlässigkeitstests für Integrierte Schaltungen (IS) „Q100“ fing kurz danach an. Während der Entwicklung von Q100, hatten Primär-IS-Lieferanten die Gelegenheit, das Dokument zu kommentieren.
Die Erstausgabe der CDF-AEC Q100 (jetzt verkürzt AEC Q100) wurde allen IS-Lieferanten bei einer Sitzung in Denver im Juni 1994 vorgestellt. AEC Q100 wurde das bevorzugte Zuverlässigkeitstestdokument für Chrysler, Delco Electronics und Ford. Es regte den Austausch von Zuverlässigkeitsdaten an. Schaltkreise, die nach AEC Q100 qualifiziert sind, sind es für alle drei Firmen und benötigen keiner weiteren Zuverlässigkeitstests.
Später wurden Spezifikationen für Zuverlässigkeitstests anderer Teilkategorien entwickelt:  AEC Q101 für Diskrete Halbleiterbauelemente und AEC Q200 für Passive Bauelemente.
Jährlich veranstaltet AEC einen Zuverlässigkeitsworkshop.
Inzwischen sind die Qualitätsanforderungen nach AEC Q100 Mindeststandard aller Automobilhersteller und Zulieferer weltweit, obwohl seit 2005 alternative Verfahren wie die Robustness Validation entwickelt wurden, die die Qualitätsanforderungen der Autoindustrie besser abbilden.